# Минский фарфоровый завод
Ми́нский фарфо́ровый заво́д (бел. «Мінскі фарфоравы завод») — белорусский производитель фарфоровых изделий. Находился в городе Минске и был закрыт в 2009 году.

## История

### Досоветский период
В 1883 году предприниматель В. Поляк на берегу реки Переспа основал первое в Беларуси фарфоровое предприятие под названием «Минский изразцовый завод». У этой реки, в 1975 году заключённой в подземный ливневый коллектор, находилось месторождение высококачаственного каолина, белой глины — главного компонента для производства фарфора, и завод был выстроен непосредственно около источника сырья. В 1894 году на заводе работали 38 мужчин, 6 женщин и 3 мальчика-подростка. Улица, на которой был возведен завод, тогда называлась Николаевской, а в 1922 году была переименована в Кропоткина.
Изначально на заводе изготавливались изразцы, терракотовые украшения и кирпич. В 1930-е годы выпускались глазурованные кафели, серые плитки, боковые глазурованные цоколи, угловые и боковые постаменты. В 1946 году — угловые глазурованные изразцы, прямые глазурованные и неглазурованные кафели. До 1951 года завод выпускал бытовую керамику, изразцы для печей и каминов, кафель, украшения для фасадов домов.

### 1917—1950 годы
После Октябрьской революции завод был национализирован и в 1920 году был передан под управление Минского городского совета рабочих и солдатских депутатов, а в 1939 году — Минского областного управления лёгкой промышленности. После национализации площадь завода была увеличена, часть производственных процессов автоматизирована. При этом изделия расписывались, как и ранее, вручную, что позволяло поддерживать высокий художественный уровень. Объём продукции в период с 1920 до 1940 года вырос в несколько раз.
Во время Великой Отечественной войны завод так сильно пострадал при нацистской оккупации, что после освобождения его пришлось отстраивать практически с нуля. Работа была частично возобновлена через год после войны, а ассортимент продукции составляли изразцы и кафель из твердого фарфора — более 500 000 изделий в год.

### 1951—1991 годы
В 1951 году часть производственных мощностей перенаправили на декоративно-прикладные изделия — вазы, чайные сервизы, статуэтки, а 15 марта 1951 года название завода изменили на «Минский фарфорово-фаянсовый завод». Это стало началом истории белорусского фарфора.
В 1954 году на заводе начали производить электроизоляционные материалы для радиоэлектронной аппаратуры (радиокерамику).
В 1962 году на заводе провели модернизацию оборудования и начали экспериментальный выпуск небольших фарфоровых статуэток. Образцы изделий поначалу брались у других предприятий СССР — Ленинградского фарфорового завода, Конаковского фаянсового завода, Дулёвского фарфорового завода. В 1962 году завод освоил выпуск столовых сервизов, а в 1963 году организовал самостоятельный высококвалифицированный художественный отдел.
В 1970-е годы ассортимент продукции был расширен почти до 700 наименований. В 1983 году завод получил орден «Знак почета». До кризиса 1990-х годов завод расширился до четырёх крупных цехов и отдельной лаборатории.

### Постсоветский период
Уже с начала Перестройки МФЗ не мог вывести производство на получение прибыли. После распада СССР завод, как и все производители фарфора, оказался в ещё более тяжёлой финансовой ситуации. В 1994 году его преобразовали в ОАО МФЗ, а в 2009 году из-за отсутствия средств на модернизацию окончательно закрыли.

## Продукция
Минские фарфоровые фигурки 1960—1970-х годов имели свой неповторимый стиль, в котором сочетались национальные белорусские мотивы и спокойная цветовая палитра с яркими акцентами. Большей частью это были фигурки животных, детей, молодых девушек и юношей в национальной одежде.
Красочная мозаика, произведённая на МФЗ, украшала в СССР многие архитектурные сооружения — от торжественных залов до автобусных остановок. На одной из стен завода находилось большое панно из керамической мозаики с изображением солнца и трёх девушек с караваями и в белорусских национальных одеждах. К Олимпиаде 1980 года предприятие выпустило серию декоративных ваз с олимпийскими кольцами.
Статуэтки Минского фарфорового завода создавались и расписывались вручную, а по сложности и вниманию к мельчайшим деталям не уступали лучшим мировым работам. МФЗ неоднократно участвовал во всесоюзных и международных выставках в Болгарии, Чехословакии, ГДР, Канаде, ВДНХ СССР, ВДНХ БССР.
В настоящее время эксклюзивные изделия МФЗ являются предметами коллекционирования.

Изделия МФЗ в Слуцком краеведческом музее
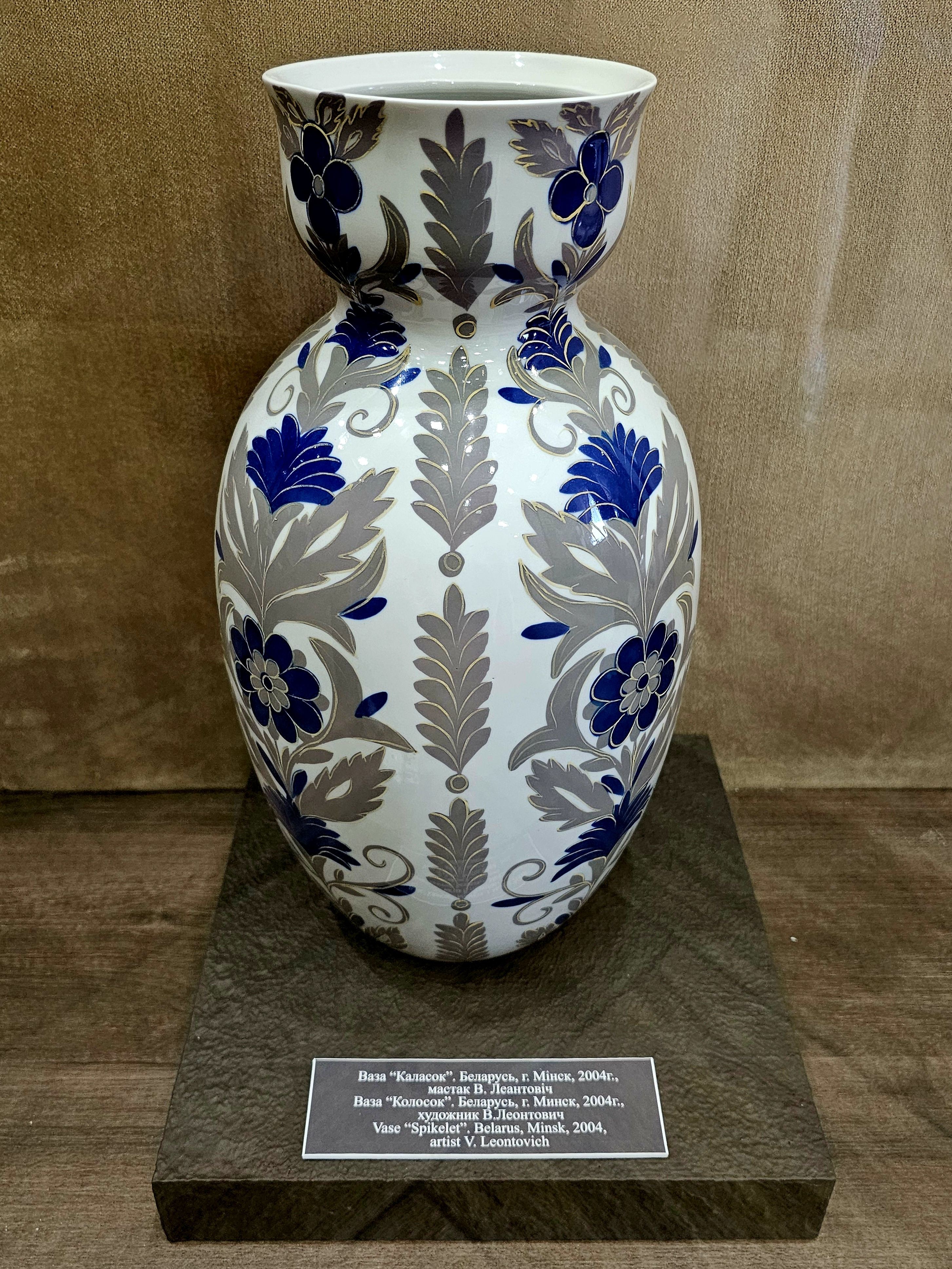
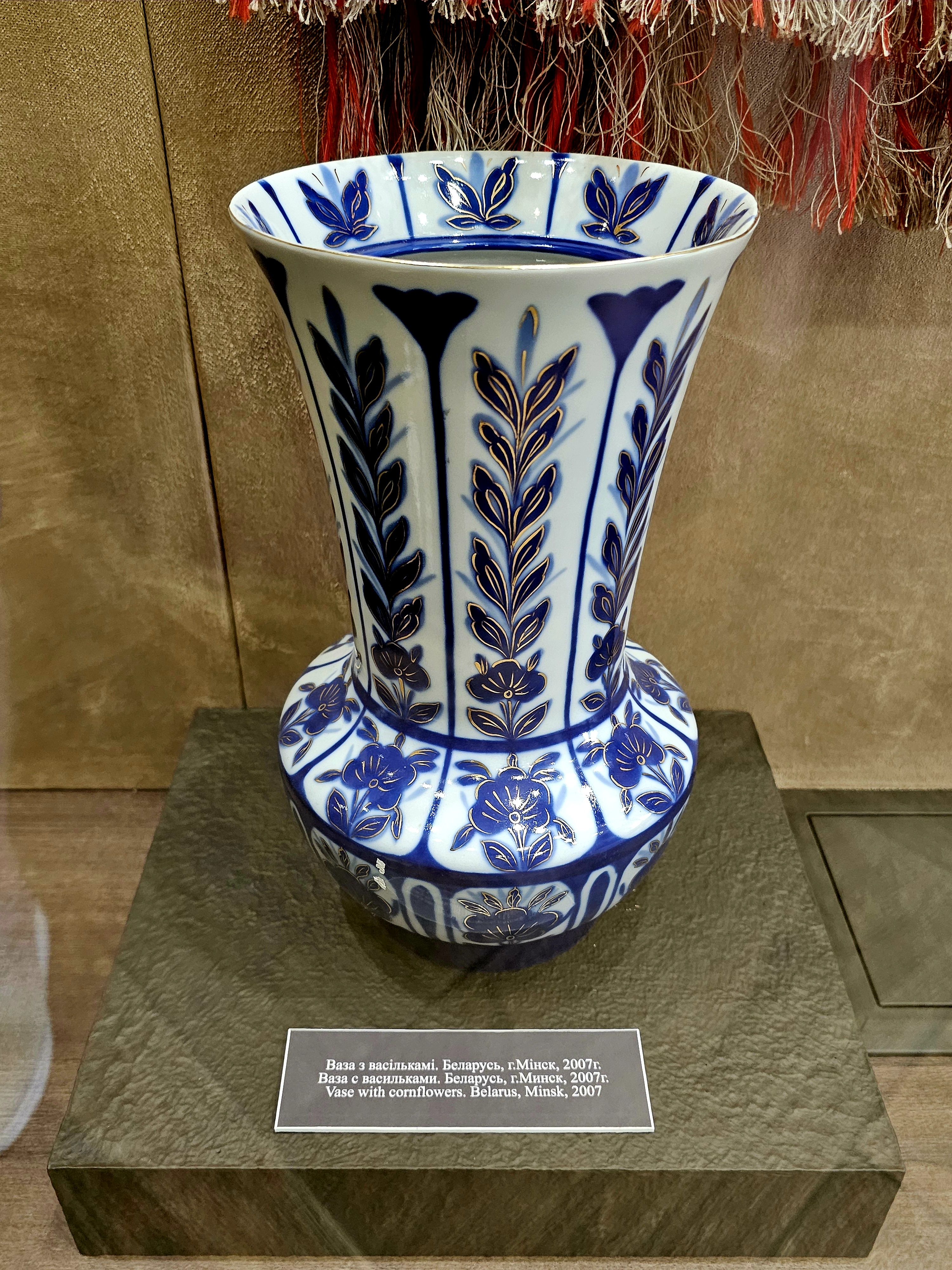
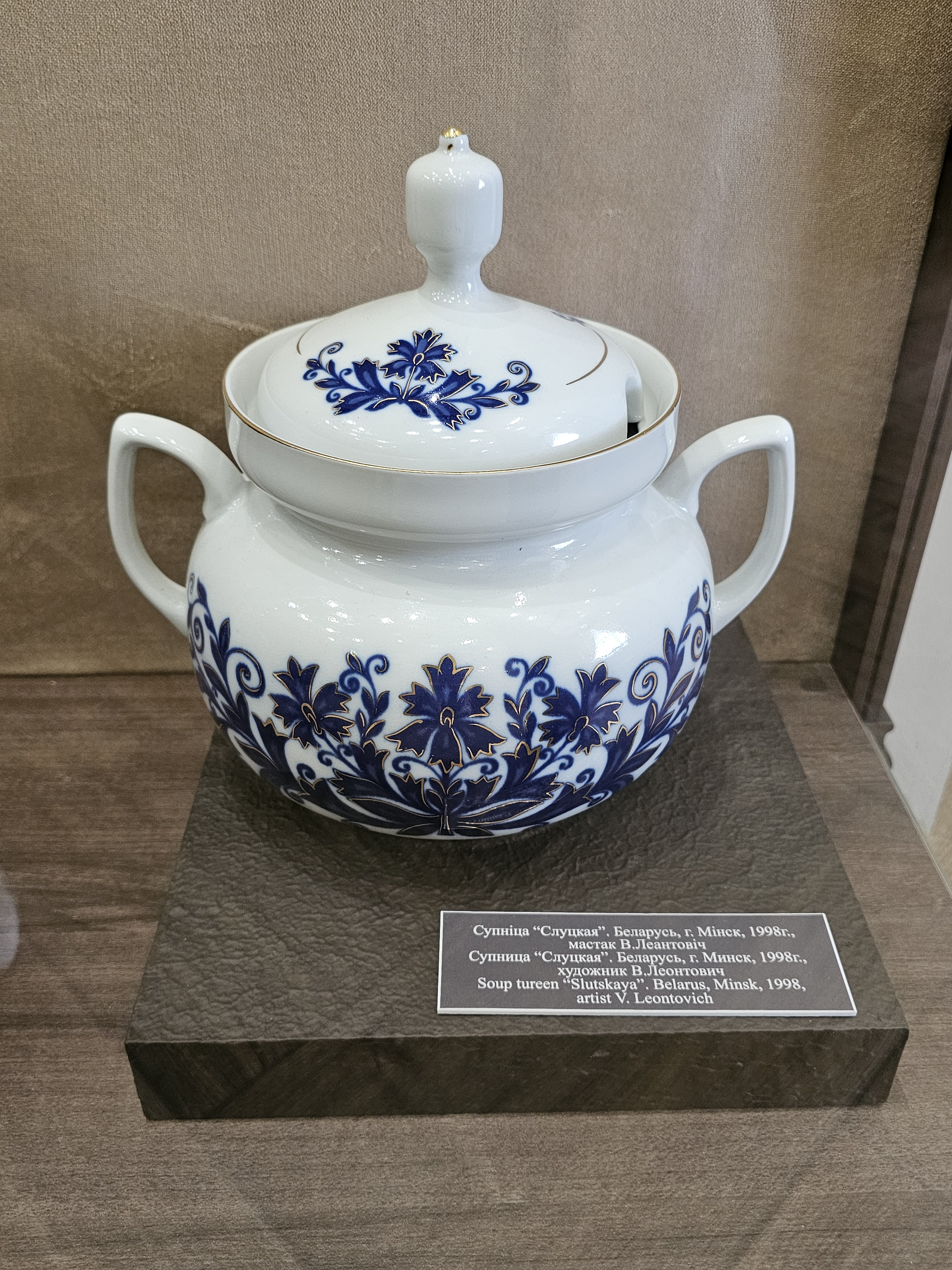
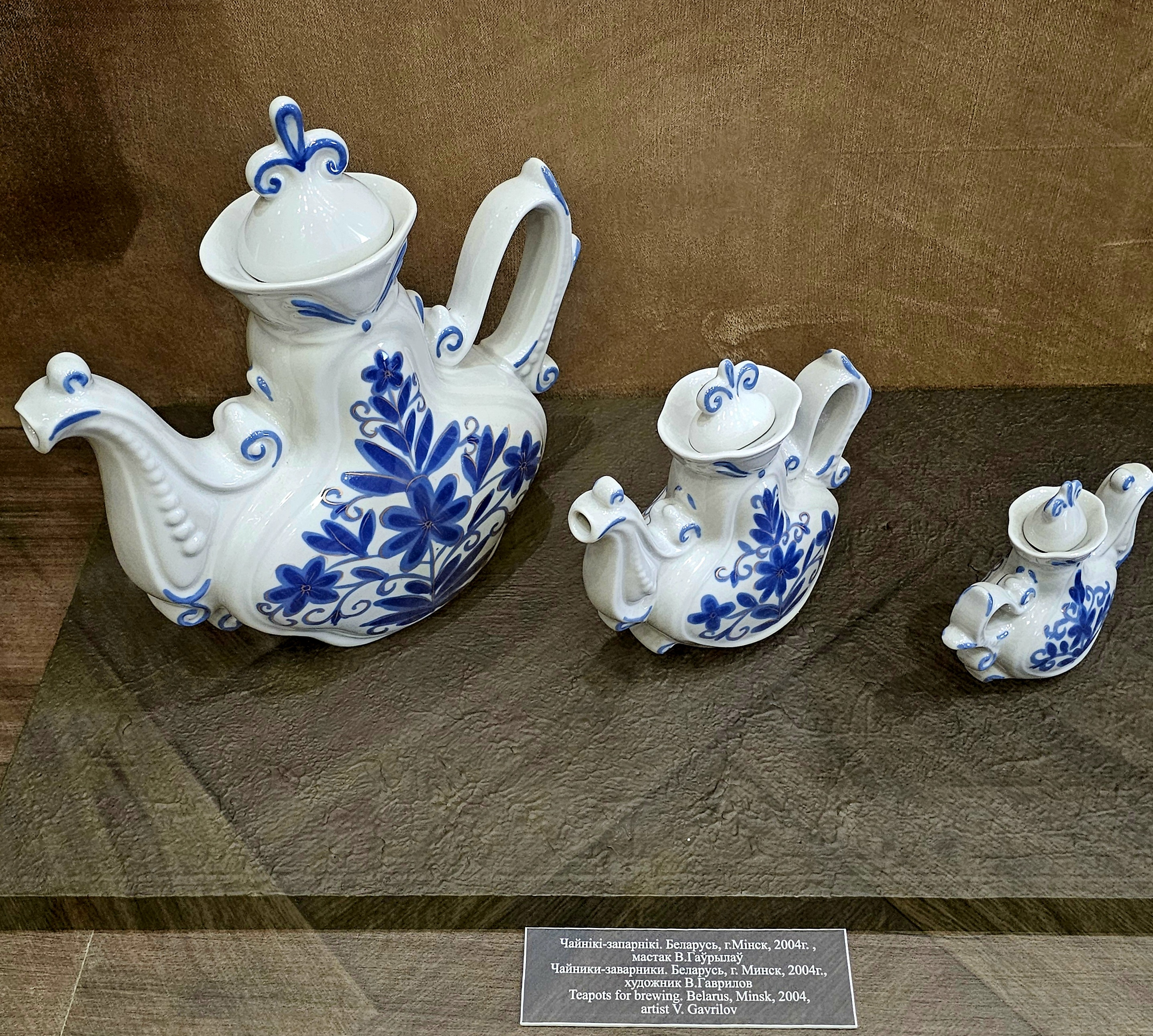

## Клейма
На МФЗ использовались семь видов клейм. Шесть из них ставились на советском фарфоре, а одно — на продукции ОАО МФЗ с периода Перестройки до закрытия завода.